# Pyrausta bisignata
Pyrausta bisignata is een vlinder van de familie van de grasmotten (Crambidae). De wetenschappelijke naam van deze soort is voor het eerst voorgesteld als Scopula bisignata door Arthur Gardiner Butler in een publicatie uit 1889.
De soort komt voor in India (Himachal Pradesh).